# 미지의 서울
《미지의 서울》은 2025년 5월 24일부터 2025년 6월 29일까지 방송되었던 tvN 토일 드라마이다.

## 기획의도
얼굴 빼고 모든 것이 다른 쌍둥이 자매가 인생을 맞바꾸는 거짓말로 진짜 사랑과 인생을 찾아가는 로맨틱 성장 드라마

## 제작진

### 제작사
- 스튜디오드래곤
- 몬스터유니온
- 하이그라운드
- 넥스트씬

### 제작
- 지병현
- 정회석
- 박춘호
- 박병철
- 장경익
- 유상원

### 극본
- 이강 : KBS 2TV 《KBS 드라마 스페셜 - 다르게 운다》(집필), KBS 2TV 《KBS 드라마 스페셜 - 액자가 된 소녀》(집필), KBS 2TV 금요 드라마 《스파이》(공동 집필), KBS 2TV 《KBS 드라마 스페셜 - 아득히 먼 춤》(집필), KBS 2TV 월화 드라마 《오월의 청춘》 (집필) 집필

### 연출
- 박신우 : SBS 수목 드라마 《유령》(공동 연출), SBS 월화 드라마 《야왕》(공동 연출), SBS 주말 특별 기획 드라마 《엔젤 아이즈》(연출), SBS 수목 드라마 《질투의 화신》(연출), tvN 수목 드라마 《남자친구》(연출), tvN 토일 드라마 《사이코지만 괜찮아》(연출), tvN 토일 드라마 《별들에게 물어봐》(연출) 연출
- 남건 : SBS 월화 드라마 《대박》(연출), SBS 월화 드라마 《사랑의 온도》(연출), JTBC 수목 드라마 《사생활》(연출) 연출

## 등장 인물

### 주요 인물
- 박보영 : 유미지 (여, 30세) 역 (아역: 이재인) - 일용직 근로자, 미래의 일란성 쌍둥이 동생.

단거리 선수로 주목 받다 불의의 부상으로 은퇴한 '천재소녀', 엘리트 체육에서 낙오하고 남은 건, 살짝 모자란 기초상식뿐. 더는 꿈도 계획도 없이 오늘만 사는 하루살이지만, 여전히 삶에 눈을 반짝이는 사랑스러운 히로인. 호수의 연인.
- 박진영 : 이호수 (남, 30세) 역 (아역: 박윤호) - 대형 로펌 변호사, 미지•미래의 고교 동창.

훤칠한 외모에 흐트러지는 법이 없는 꼿꼿한 자세, 급한 일에도 절대 뛰는 법이 없는 여유로움까지... 겉보기엔 단점 하나 없는 고고한 백조처럼 보이지만, 10대 시절 목숨을 잃을 뻔한 교통사고의 후유증으로 실은 그저 '평범'을 위해 수면 아래 미친듯이 물갈퀴 중. 미지의 연인. 분홍의 의붓아들.
- 박보영 : 유미래 (여, 30세) 역 (아역: 이재인) - 금융공기업 기획전략팀 선임, 미지의 일란성 쌍둥이 언니.

선천적 심장병으로 유년기 대부분을 병원에서 보내고 몇 번의 수술 후 남은 건, 조금 허약한 신체와 인내심, 그리고 미지에게 생기를 다 빼앗겨버린 듯한 덤덤함. 초등학교 때부터 취업까지 엘리트의 길을 걸으며 빈틈없는 모습으로 여린 속을 감춰온 완벽주의자.
- 류경수 : 한세진 (남, 36세) 역 - 창화농원 농장주, 전 자산운용사 CIO.

경운기를 몰아도 어쩐지 차가운 도시 먹물 냄새가 풀풀 어떤 상황에도 농담을 끼얹는 유들유들, 능글맞은 성격으로 농촌의 텃세를 이겨내고 자리 잡은 생초짜 농장주.

### 주변 인물들
- 원미경 : 김로사 / 현상월 (여, 70세) 역 - 닭내장탕집 사장 겸 로사식당 건물주

단일메뉴의 30년 노포 닭내장탕집 주인장, 쉽게 곁을 내주지 않는 호랑이 같은 모습 뒤엔 아름다운 서정시로 이름을 알린 시인이었다는 과거와 수십 년째 모교에 장학금을 기부해온 반전까지... 한 꺼풀 벗길 때마다 새로운 얼굴이 드러나는 비밀의 할머니.
- 임철수 : 이충구 (남, 43세) 역 - 법무법인 원근 대표 변호사, 호수의 선배.

업계 탑3 로펌인 '원근'에서도 특히 높은 승소율을 자랑하는 변호사.
- 유유진 : 박지윤 (여, 30세) 역 - 제이카드 근무, 미지•미래의 고등학교 친구.

고등학교 3년 내내 미지, 미래와 붙어 다녔던 단짝 친구.
- 문동혁 : 송경구 (남, 30세) 역 - 경구마트 부점장, 미지의 전 남친, 현 절친.

동네 유일 중대형 마트인 '경구마트'의 외동아들.

### 두손리 사람들
- 장영남 : 김옥희 (여, 54세) 역 - 초등학교 급식 조리사, 미지•미래의 어머니. 월순의 딸.
- 김선영 : 염분홍 (여, 54세) 역 - 초등학교 교감, 호수의 새어머니.
- 차미경 : 강월순 (여, 80세) 역 - 미지•미래의 외할머니

친엄마도 잘 구별 못 하는 일란성 쌍둥이 자매를 한눈에 구분하는 유일한 사람.

### 미래네 회사 사람들
- 정승길 : 최태관 (남, 50세) 역 - 한국금융관리공사 기획조정국 국장
- 이시훈 : 신경민 (남, 47세) 역 - 한국금융관리공사 기획전략팀 팀장
- 고애리 : 안미정 (여, 30대) 역 - 한국금융관리공사 기획전략팀 수석
- 양대혁 : 황윤호 (남, 30대) 역 - 한국금융관리공사 기획전략팀 선임
- 심소영 : 이효경 (여, 30대) 역 - 한국금융관리공사 기획전략팀 선임
- 홍성원 : 김태이 (남, 28세) 역 - 한국금융관리공사 기획전략팀 데이터분석가

금융관리공사 기획전략팀에 채용된 데이터분석가

### 그 외 주요 인물
- 신정원 : 황지수 (여, 40세) 역 - 로펌 비서, 호수 담당 비서.

이하 황 비서. 로펌 '원근'에서 근무한 지도 10년이 돼 가는 베테랑 비서.
- 정은표 : 조명갑 (남, 68세) 역 - 두손리 청년회장

중•노년밖에 없는 '두손리 청년회'의 회장이자 마을의 정신적 지주
- 김경덕 : 공일남 (남, 42세) 역 - 두손리 청년회, 모종시장 운영.

'두손리 청년회'의 간사이자, 행동대장. 현재 미혼.
- 박예영 : 김수연 (여, 35세) 역 - 전 한국금융관리공사 기획전략팀 선임

과거 미래의 맞선임 (1회 특별출연)

### 기타 인물
- 남윤호 : 미지, 미래의 아버지 / 박상영 역
- 류성록 : 호수의 동료 변호사 역
- 이선 : '상월의 바다' 낭독자 역
- 남지우 : 최승현 역 (아역 : 장덕수)
- 박윤희 : 한국금융관리공사 사장 역
- 양재성 : 세진의 할아버지 역
- 임선우 : 박상영의 아내 역
- 김다흰 : 배기철 역
- 문수아 : 젊은 현상월 역

### 특별출연
- 김주헌 : 호수의 아버지 역
- 박환희 : 젊은 김로사 역

## 시청률
최저 시청률과 최고 시청률은 시청률 조사회사와 지역별로 시청률에 차이가 있을 수 있습니다.
| 2025년 | 2025년   | 2025년                 | 2025년         | 2025년       |
| 회차   | 방송일   | 부제                   | 닐슨 시청률    | 닐슨 시청률  |
| 회차   | 방송일   | 부제                   | 대한민국(전국) | 수도권(서울) |
| ------ | -------- | ---------------------- | -------------- | ------------ |
| 제1회  | 5월 24일 | 未知; 아직 모른다      | 3.6%           | 4.2%         |
| 제2회  | 5월 25일 | 만점자의 오답노트      | 5.0%           | 5.6%         |
| 제3회  | 5월 31일 | 똑똑, 문 좀 열어주세요 | 4.5%           | 5.4%         |
| 제4회  | 6월 1일  | 나의 천적              | 5.9%           | 6.5%         |
| 제5회  | 6월 7일  | 그대와 혼자서          | 4.4%           | 4.9%         |
| 제6회  | 6월 8일  | 달 같은 바보           | 6.4%           | 7.1%         |
| 제7회  | 6월 14일 | 나무 속 아이           | 6.5%           | 6.7%         |
| 제8회  | 6월 15일 | 이상한 하나            | 7.4%           | 8.3%         |
| 제9회  | 6월 21일 | 다시, 그 곳으로        | 7.1%           | 7.8%         |
| 제10회 | 6월 22일 | 당신을 읽는 시간       | 7.7%           | 8.5%         |
| 제11회 | 6월 28일 | 그 문장의 끝에서       | 7.0%           | 7.2%         |
| 제12회 | 6월 29일 | 마지막 첫 페이지       | 8.4%           | 9.0%         |

## 참고 사항
- 차미경, 류경수는 JTBC 금토 드라마 이태원 클라쓰 이후 5년 만에 다시 만나 캐스팅 됐다.
- 극 중 이호수(박진영)가 변호사로 근무하는 대형 로펌인 '법무법인 원근'은 실제 대형 로펌 사무소 중 하나인 서울 여의도 파크원에서 촬영됐다.[2]
- 쌍둥이 자매가 몰래 서로 역할을 바꾼다는 설정은 여러 창작물에 등장하는데 가장 유명한 고전은 에리히 캐스트너의 소설 '두 로테'를 꼽을 수 있다. 해당 소설은 디즈니 영화 헤어졌을 때와 만났을 때와 그 리메이크작인 페어런트 트랩으로 영화화되기도 했다.[3]
- 시청자들이 이 드라마가 시즌2가 제작이 된다면 유미래와 한세진을 주인공 소재로 담아서 시즌2로 제작되기를 희망하고 있다. 최종화에서도 유미래와 한세진이 시즌2를 암시하는 장면이 있었다.[4]